# مارك أ. كاستنر
مارك أ. كاستنر (بالإنجليزية: Marc A. Kastner) هو فيزيائي وأستاذ جامعي أمريكي، ولد في 20 نوفمبر 1945 في تورونتو في كندا.